# Norman Holmes
Norman Arnold Holmes (21 tháng 9 năm 1890 – tháng 7 năm 1965) là một cầu thủ bóng đá người Anh thi đấu ở vị trí hậu vệ phải thi đấu cho Leeds City, Clapton Orient, Huddersfield Town và York City.

## Đời sống cá nhân
Holmes là em trai của cầu thủ bóng đá và huấn luyện viên Billy Holmes. Ông phục vụ ở Trung đoàn Middlesex trong Thế chiến thứ I và được thăng cấp lance corporal trong tiểu đoàn Football Battalion, trước khi làm nhiệm vụ ở Tiểu đoàn 21 vào tháng 6 năm 1918.

## Thống kê sự nghiệp
| Câu lạc bộ          | Mùa giải            | Giải vô địch        | Giải vô địch | Giải vô địch | Cúp FA | Cúp FA | Tổng | Tổng |
| Câu lạc bộ          | Mùa giải            | Giải vô địch        | Trận         | Bàn          | Trận   | Bàn    | Trận | Bàn  |
| ------------------- | ------------------- | ------------------- | ------------ | ------------ | ------ | ------ | ---- | ---- |
| Huddersfield Town   | 1913–14             | Second Division     | 3            | 0            | 0      | 0      | 3    | 0    |
| Tổng cộng sự nghiệp | Tổng cộng sự nghiệp | Tổng cộng sự nghiệp | 3            | 0            | 0      | 0      | 3    | 0    |